# JFFS2
Il Journalling Flash File System 2 o JFFS2 è un Log-structured File System utilizzato nei dispositivi provvisti di memorie flash. È il successore del JFFS. JFFS2 è stato incluso nel kernel Linux dalla release 2.4.10 ed è disponibile per bootloader eCos RTOS, RTEMS RTOS, RedBoot, Das U-Boot e Open Firmware.
JFFS2 è storicamente e prevalentemente usato in OpenWrt.  In seguito è stato adottato UBIFS.
Almeno altri tre filesystem sono stati sviluppati come rimpiazzo di JFFS2: LogFs, UBIFS, e YAFFS.
Il filesystem LogFS, in particolare, è finalizzato a sostituire JFFS2 su dispositivi provvisti di memorie molto capienti.

## Caratteristiche
JFFS2 intruduce:
- supporto per le memorie NAND flash.
- Hard links. Il supporto ad essi non era possibile in JFFS per limitazioni dell'implementazione.
- Compressione. Quattro algoritmi sono stati resi disponibili: zlib, rubin, rtime e lzo.
- Migliori performances.  Mentre JFFS trattava il "disco" come un log puramente circolare, impiegando un gran numero di operazioni di I/O non necessarie, il meccanismo di garbage collection implementato in JFFS2 rende tutte quelle operazioni non necessarie.